# Fushan Fayuan
Fushan Fayuan (chiń. 浮山法遠, pinyin Fúshān Fǎyuǎn; kor. 부산법원 Pusan Pŏpwŏn; jap. Fuzan Hōen; wiet. Phù Sơn Pháp Viễn; ur. 991, zm. 1067) – chiński mistrz chan szkoły linji. Uratował szkołę caodong przed zniknięciem.

## Życiorys
Fushan Fayuan, znany także jako Yuanjian, pochodził z Dengzhou w dzisiejszej prowincji Henan.
Jako młody chłopiec opuścił dom i został nowicjuszem w klasztorze prowadzonym przez Sanjiao Songa.
Później w towarzystwie przyszłego mistrza chan Tianyiego Yihuaia odbywał wędrówki od klasztoru do klasztoru. Dotarli m.in. do mistrza chan Shexiana Guixinga, który miał opinię niezwykle surowego, wywołującego strach u mnichów. Było to w połowie niezwykle srogiej zimy. Guishan oblał ich zimną wodą i stosował dalsze szykany. Wreszcie Tianyi powiedział My dwaj przebyliśmy tysiąc mil tylko po to, aby studiować u ciebie; jak moglibyśmy odejść tylko po jednym wiaderku wody wylanej na nas? Nawet jak pobijesz nas na śmierć, nie odejdziemy. Guixing wybuchnął śmiechem i przyjął ich do klasztoru. Później Fushan ukradł klasztorną mąkę i przyrządził z niej jedzenie. Po 30 uderzeniach został wyrzucony z klasztoru. Jednak przebywał w pobliżu w końcu jego determinacja spowodowała, że mistrz przyjął go do klasztoru. Ostatecznie został uczniem, a potem spadkobiercą Dharmy tego mistrza.
Oświecenie osiągnął, gdy usłyszał mnicha pytającego o słynne huatou mistrza Zhaozhou Congshena „cyprys na dziedzińcu”. Praktykował także u mistrza Fenyanga Shanzhao (947–1024) (brata dharmicznego Shexiana) i także otrzymał od niego przekaz Dharmy. Jednak tradycyjnie uważany jest za spadkobiercę mistrza Shexiana.
Według tekstu Chanlin sengbao zhuan (Kronika skarbu sanghi w lasach chan Fayuan odwiedził mistrza szkoły caodong Dayanga Jingxuana w okresie pomiędzy 1017 a 1022 r. Obaj mistrzowie natychmiast zaprzyjaźnili. Mistrz Jingxuan powiedział Jestem już stary i po mnie już nikt nie pozostanie w tradycji caodong! Następnie pokazał Fushanowi szatę i buty, które miały być symbolem przekazu Dharmy. Fushan zaproponował, że on może znaleźć odpowiedniego ucznia i przekazać mu nauki szkoły caodong i następnie Dharmę. Jingxuan zgodził się i zmarł w 1027 r.
Tym uczniem został Touzi Yiqing (1032–1083). Nie wiadomo dokładnie, kiedy został uczniem mistrza Fushana, ale sądząc z jego wieku, stało się to raczej po 1050 r. Mistrz przekazał Yiqingowi tradycyjne nauki cadong razem z systemem „pięciu rang”.
Pewnego razu mnich spytał mistrza Kim jest Budda?
Fushan odparł Więksi są jak starsi bracia. Mniejsi są jak młodsi bracia.
Kiedyś mistrz wszedł do sali i zwrócił się do mnichów Nie będę już więcej mówić o przeszłości i teraźniejszości. Właśnie wykładam sprawę przed wami tak, abyście ją zrozumieli.
Jakiś mnich spytał Co to za sprawa teraz przed nami?
Fushan powiedział Nozdrza.
Ten sam mnich spytał A co jest wyższą sprawą?
Fushan powiedział Źrenica oka.
Pod koniec swojego życia mistrz odszedł do Hui Shengyan. Tam wyjaśniał najgłębsze zasady buddów i przodków. Pewnego dnia nauczał o „dziewięciu naukach”. Wymienił każdą z nich mówiąc Nauka prawdziwego oka Dharmy Buddy, nauka skarbu Dharmy Buddy, nauka o przenikaniu zasady, nauka o przenikaniu rzeczy, nauka o przeciwieństwie zasady i rzeczy, nauka o wznoszącej się drodze bodhisattwy, nauka o zjednoczeniu z cudownym czasem, nauka o złotej igle i dwóch zamkach [pójściu poza opozycję zasady i rzeczy], i nauka o natychmiastowości rzeczywistości.
Mnisi powtórzyli tych „dziewięć nauk” za mistrzem.
Następnie mistrz powiedział Ale doskonała i ostateczna brama Dharmy jest stworzona z dziesięciu rzeczy. Wszyscy recytowaliście właśnie dziewięć nauk, ale jest jeszcze jedna. Czy widzicie ją? Jeśli ją jasno rozumiecie i jeśli jesteście z nią w zażyłości, to zapraszam was, abyście wyszli i przemówili do zgromadzenia, tak abyśmy mogli być świadkami waszego zrozumienia. Jeśli możecie jasno ją wyjaśnić, wtedy potwierdzę, że przeniknęliście dziewięć uprzednich nauk i posiedliście doskonale czyste oko Drogi. Ale jeśli zobaczymy, że nie jesteście naprawdę zażyli z tą nauką, że to, co powiecie nie styka się z tym, co jest wymagane, i że wasze zrozumienie jest tylko oparte na tym, co powiedziałem, będziemy wiedzieli, że to, co macie, to tylko fałszywa Dharma. Czy osiągnęliście ją?”
Mnisi milczeli.
Mistrz chan Fushan westchnął i zmarł.

## Linia przekazu Dharmy zen
Pierwsza liczba oznacza liczbę pokoleń od Pierwszego Patriarchy chan w Indiach Mahakaśjapy.
Druga liczba oznacza liczbę pokoleń od Pierwszego Patriarchy chan w Chinach Bodhidharmy.
- 38/11. Linji Yixuan (zm. 867)
  - 39/12. Xinghua Cunjiang (830–925) (także Weifu)
    - 40/13. Nanyuan Huiyong (860–930) (także Baoying)
      - 41/14. Fengxue Yanzhao (896–973)
        - 42/15. Shoushan Xingnian (926–993) (także Shengnian)
          - 43/16. Shexian Guixing (bd)
            - 44/17. Fushan Fayuan (991–1067) (także Yuanjian)

Jego miejsce w linii przekazu szkoły caodong – zobacz np. Touzi Yiqing